# Benito Nardone

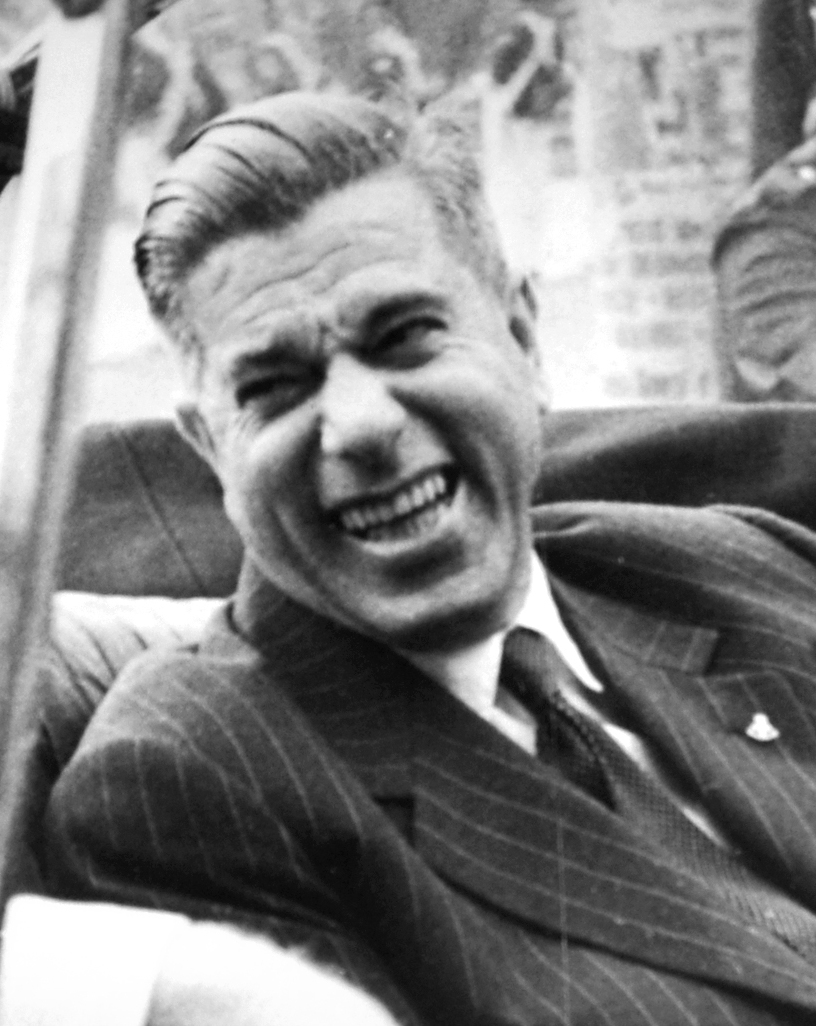
Benito Nardone (1960)

Benito „Chicotazo“ Nardone Cetrulo (* 22. November 1906 in Montevideo; † 25. März 1964 ebenda) war ein uruguayischer Politiker der Nationalen Partei PN (Partido Nacional), der von 1959 bis 1963 Mitglied sowie zwischen 1960 und 1961 Präsident des Nationalen Regierungsrates (Consejo Nacional de Gobierno) war.

## Leben

### Journalist, Kommentar und Vorsitzender derLiga Federal de Acción Ruralista

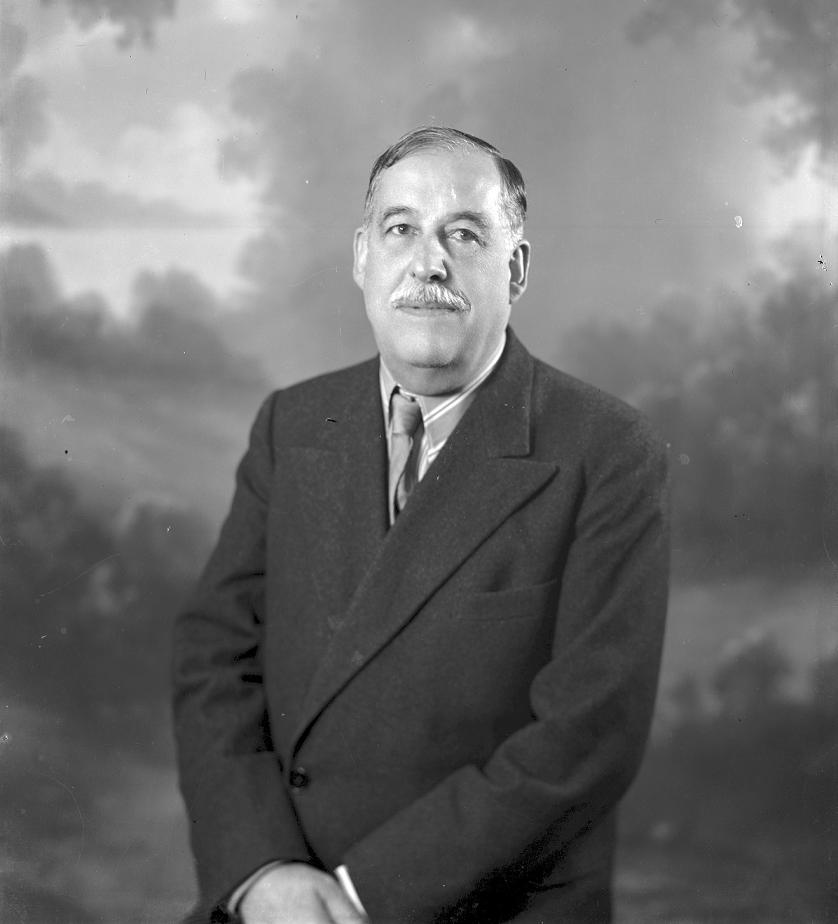
Bei den Wahlen am 30. November 1958 bildete Nardone ein Wahlbündnis mit der von Luis Alberto de Herrera geführten Herrera-Faktion der Weißen Partei (Partido Blanco).

Benito Nardone Cetrulo, Sohn eines italienischen Einwanderers und Hafenarbeiters, arbeitete nach dem Schulbesuch als Journalist für die Tageszeitungen El Día sowie danach  für El Pueblo und Diario Rural, die beide dem Politiker Domingo Bordaberry, Vater des späteren Staatspräsidenten Juan María Bordaberry, gehörten. 1940 wurde er unter dem Pseudonym „Chicotazo“ Kommentator des Rundfunksenders CX 4 Radio Rural und erreichte dadurch weite Bekanntheit. Außerdem vertrat er seine Ideen in der von ihm herausgegebenen Tageszeitung Diario Rural. 1951 wurde er Gründungsvorsitzender der Liga Federal de Acción Ruralista (LFAR), eine überparteiliche, jedoch konservative sozialpolitische Organisation, der Persönlichkeiten wie Faustino Harrison, Domingo Bordaberry, Alberto Methol Ferré und Martín Ois angehörten und als linksgerichteter Lobbyismusverband der Kleinbauern (Botudos), landwirtschaftlichen Pächter und Landarbeiter diente.
Während die sogenannten „Ruralistas“ der LFAR bei den Wahlen am 28. November 1954 Luis Batlle Berres, den Kandidaten der Roten Partei (Partido Colorado), Luis Batlle Berres, unterstützten, bildete die LFAR bei den Wahlen am 30. November 1958 ein Wahlbündnis mit der von Luis Alberto de Herrera geführten Herrera-Faktion der Weißen Partei (Partido Blanco), der heutigen Nationalen Partei (Partido Nacional). Herrera vergrößerte seine Reihen, indem er einen Streit mit Eduardo Víctor Haedo und seiner Dissidentenfraktion schlichtete. Unterdessen wurde die Colorado-Partei durch den unnachgiebigen Streit zwischen den beiden großen Batllista-Faktionen – Liste 15 unter Führung von Luis Batlle Berres und Liste 14 unter Führung von César Batlle y Ordóñez und Lorenzo Batlle y Ordóñez, den Söhnen von José Batlle y Ordóñez - gespalten und ein großer Teil der einfachen Bevölkerung waren mit ihrer Fehde der Colorado-Partei unzufrieden. Mehr als 1 Million der damals 1,4 Millionen Wähler nahmen an den Wahlen vom 30. November 1958 teil. Die Ergebnisse waren ungefähr 500.000 Stimmen für Blanco-Faktionen, 379.000 Stimmen für Colorado-Fraktionen und 210.000 für kleinere Parteien. Unter der Blanco-Partei setzte sich die Herrera-Nardone-Haedo-Liste durch. Herrera starb am 8. April 1959, nur fünf Wochen nachdem die neue Regierung an die Macht gekommen war, und Nardone übernahm die Parteiführung der Blancos und versprach, die Wahlversprechen der Blancos zu erfüllen. Der politische Opportunismus und die faschistische Vorgeschichte seiner Führer erregten das Misstrauen der städtischen und gemäßigten Nationalisten, und eine neue nationalistische Parteifraktion entstand, die Unión Blanca Democratíca.

### Mitglied und Präsident des Nationalen Regierungsrates

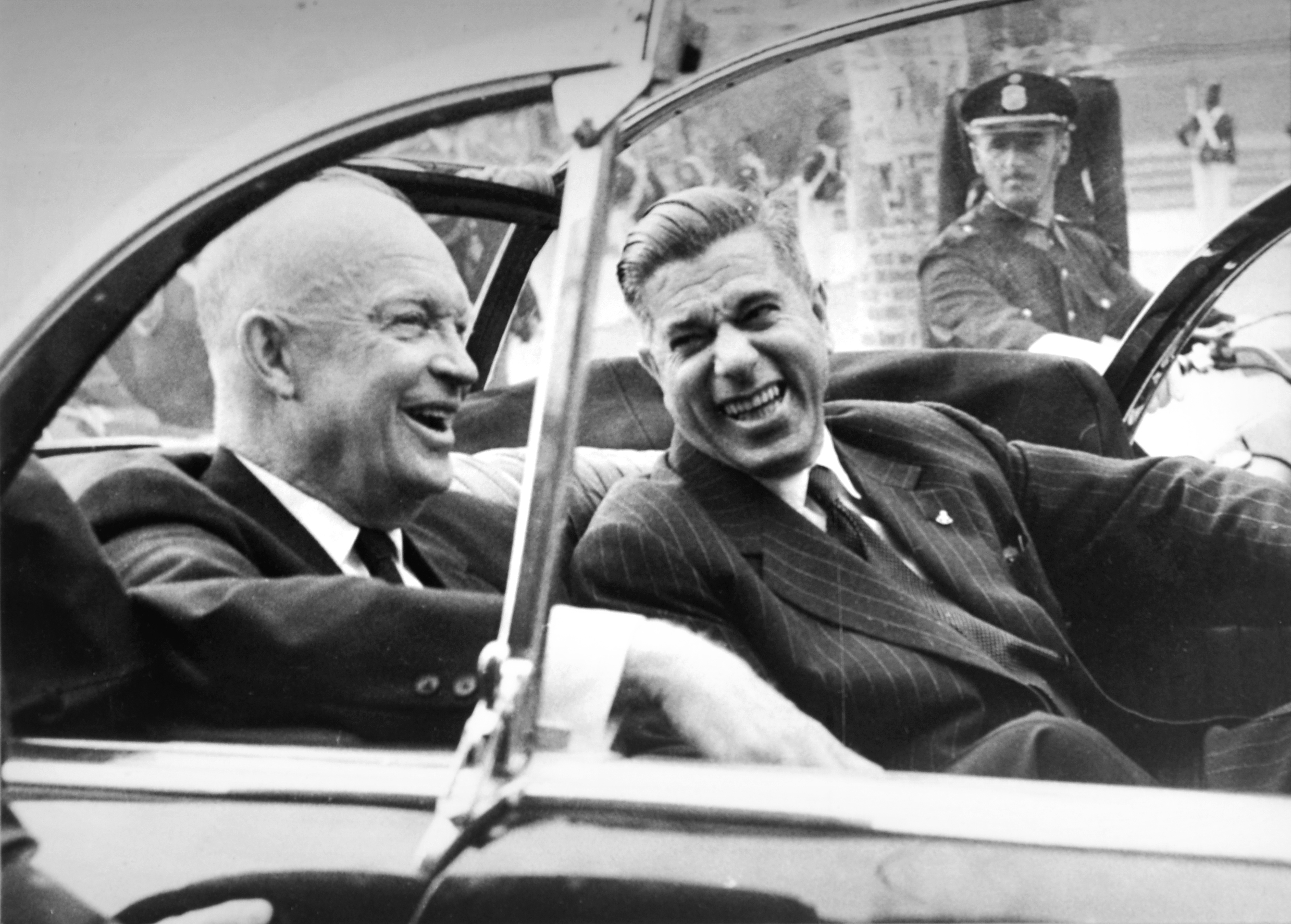
Einen Tag nach seinem Amtsantritt empfing Nardone am 2. März 1960 US-Präsident Dwight D. Eisenhower zu einem Staatsbesuch.

Die Wahlen im November 1958 gewann somit der Partido Blanco. Der Nationale Regierungsrat (Consejo Nacional de Gobierno), der vom 1. März 1959 bis zum 1. März 1963 im Amt war, bestand aus sechs Mitgliedern der Partido Blanco (Martín Etchegoyen, Eduardo Víctor Haedo, Justo M. Alonso, Benito Nardone, Faustino Harrison und Pedro Zabalza Arrospide) sowie aus drei Mitgliedern des Partido Colorado, und zwar Ledo Arroyo Torres, Manuel Rodríguez Correa sowie César Batlle Pacheco. Der Consejo Nacional de Gobierno ernannte zudem ein aus neun Mitgliedern bestehendes Kabinett. Den Vorsitz über den Nationalen Regierungsrat übernahmen die Mitglieder der stärkeren Fraktion im Wechsel von jeweils einem Jahr.
Als Nachfolger von Martín Etchegoyen wurde er am 1. März 1960 Präsident des Regierungsrates und bekleidete dieses Amt turnusmäßig für ein Jahr bis zum 1. März 1961, woraufhin Eduardo Víctor Haedo seine Nachfolge antrat. Einen Tag nach seinem Amtsantritt empfing er US-Präsident Dwight D. Eisenhower zu einem Staatsbesuch.
Nardone war ein Gegner des Kommunismuses und sah dessen Bekämpfung als notwendig an. Am 12. Januar 1961 erklärte der Consejo Nacional de Gobierno unter dem Vorsitz von Nardones den kubanischen Botschafter in Uruguay Mario García Incháustegui zur Persona non grata, dem vorgeworfen wurde am 21. November 1960 Arbeitskämpfe unterstützt zu haben. Nardone entfremdete sich bald von den meisten seiner ehemaligen Verbündeten mit seiner Taktik des populistischen starken Mannes.
Nach seinem Tode wurde Benito Nardone auf dem Zentralfriedhof Montevideo beigesetzt. Ihm zu Ehren wurde die Straße Benito Nardone in Montevideo benannt, in dessen Nähe der Edificio Gamma Tower liegt.

### Trivia
In Norman Mailers Anfang der 1960er Jahre spielendem Spionageroman Harlot’s Ghost (1991) über den CIA-Agenten E. Howard Hunt kommt Nardone als damaliger neuer Präsident des Nationalen Regierungsrates und guter Bekannter Hunts vor.

## Veröffentlichung
- Chico Tazo procesa a „El Día“. El pleito del molino de la aguada, 1954
- Peligro rojo en América Latina, 1961

## Hintergrundliteratur
- Raúl Jacob: Benito Nardone, el ruralismo hacia el poder (1945–1958), 1981
- Raúl Vallarino: Expediente Nardone. La CIA en Uruguay, 2007
- Raúl Iturria: 1958. El an̋o en que cambió la historia, 2008
- Raúl Iturria: Benito Nardone Chico Tazo, la voz del campo. E historia de la ganadería y del gremialismo rural, 2019